# Marcella Pattyn
Marcella Pattyn (* 18. August 1920 in Thysville, Belgisch-Kongo; † 14. April 2013 in Kortrijk) war eine belgische Ordensfrau und die letzte Begine. Mit ihr ging eine 800-jährige Geschichte zu Ende.

## Leben
Marcella Pattyn war seit ihrer Kindheit fast blind. Als junge Frau wollte sie arbeiten und Mitglied einer Ordensgemeinschaft werden, doch konnte sie wegen ihrer Sehbehinderung zu jener Zeit in keinen Orden aufgenommen werden. So schloss sie sich im Alter von 21 Jahren der Gemeinschaft der Beginen an, die seit dem 13. Jahrhundert auch die „Übriggebliebenen“ aufnahmen. Die erste Gemeinschaft, in der sie um Aufnahme ersuchte, wies sie allerdings nach einer Woche ab. Erst nach Intervention und Spende einer wohlhabenden Tante wurde sie 1941 in die Beginen-Gemeinschaft von Gent aufgenommen, die damals 150 Mitglieder zählte.
Marcella Pattyn war musikalisch begabt, sie spielte Orgel in der Kapelle und unterhielt Kranke, die sie pflegte, mit dem Banjo und dem Akkordeon. Daneben strickte und wob sie für den Lebensunterhalt der Gemeinschaft. Viel Zeit verbrachte sie im Gebet, wobei ihr vor allem der Rosenkranz wichtig war, da sie als nahezu Blinde dessen Perlen in den Händen spüren konnte.
Im Jahr 1960 zog sie in die Beginen-Gemeinschaft im Beginenhof Kortrijk (Courtrai) um, wo außer ihr noch acht andere Beginen verblieben waren. Keine kam mehr hinzu. An ihrem 91. Geburtstag, als bereits bekannt war, dass sie die letzte Begine war, sagte der Bürgermeister von Kortrijk und ehemalige Justizminister Belgiens:

„Sie sind ein Stück Weltkulturerbe. Sie dürfen noch nicht gehen!“

Sie starb am 14. April 2013 im Alter von 92 Jahren und wurde am 19. April 2013 auf dem Friedhof St. Johannes in Kortrijk in der Gruft der Beginen beigesetzt.